# 아파트 열쇠를 빌려드립니다
《아파트 열쇠를 빌려드립니다》(영어: The Apartment)는 1960년 개봉한 미국의 로맨틱 코미디 드라마 영화이다. 빌리 와일더가 감독과 공동각본을 맡았다.
1994년 미국 국립영화등기부에 등재되었다. 아카데미 작품상·감독상·각본상을 포함한 총 5개 부문에서 수상했으며, 이외에 골든 글로브상 영화 뮤지컬 코미디 부문 작품상과 영국 아카데미상(BAFTA) 작품상도 수상했다.

## 줄거리
C.C. "버드" 백스터는 뉴욕 시의 대형 보험 회사에서 일하는 외로운 말단 사무직 직원이다. 회사에서 승진하기 위해 그는 4명의 회사 관리자에게 불륜을 위해 어퍼웨스트사이드에 있는 자신의 아파트를 번갈아 빌려준다. 백스터는 "예약" 일정을 꼼꼼하게 조정한다. 아파트에서 들리는 여성들과 파티 소리, 쓰레기통에 쌓인 빈 술병들은 이웃들에게 그가 플레이보이라고 믿게 만든다.
백스터는 4명의 관리자로부터 뛰어난 업무 평가를 받으며 인사 이사 제프 셸드레이크의 주목을 받는다. 셸드레이크는 진짜 이유를 알아차리지만, 그날 밤부터 백스터의 아파트 열쇠를 받는 대가로 승진을 약속한다. 급한 통보에 대한 보상으로 그는 백스터에게 뮤직 맨 티켓 두 장을 준다. 백스터는 회사 건물에서 그가 호감을 가지고 있던 승강기 운전원 프랜 큐벨릭에게 함께 가자고 요청한다. 그녀는 이미 저녁 약속이 있다고 설명하지만, 공연 시작 전에 극장에서 만나기로 동의한다. 그녀의 데이트 상대는 헤어지기 전부터 관계를 맺어오던 셸드레이크였다. 셸드레이크가 그녀에게 자신과 함께하기 위해 아내와 이혼할 계획이라고 말하자, 그녀는 백스터의 아파트로 그와 함께 가기로 동의하고, 백스터는 극장 밖에서 쓸쓸히 기다린다.
회사에서 열린 시끄러운 크리스마스 이브 파티에서 셸드레이크의 비서 미스 올슨은 프랜에게 자신의 상사가 자신을 포함한 여러 사무실 직원들과 불륜을 저질렀다고 말한다. 나중에 프랜은 백스터의 아파트에서 셸드레이크와 대면한다. 그녀가 그에게 포장된 크리스마스 선물을 주자, 그는 지갑에서 100달러짜리 지폐를 꺼내 그녀에게 비싼 것을 사라고 말한다. 그는 그녀를 사랑한다고 주장하며, 화이트플레인스에 있는 가족에게 돌아가기 위해 기차를 타러 서둘러 떠난다.
프랜이 셸드레이크가 자신의 아파트로 데려왔던 여자라는 것을 알게 된 백스터는 지역 술집에서 술에 취한다. 집에 갈 때까지 시간을 보내기 위해 그는 기혼 여성에게 픽업당하는 것을 허락하고, 그들은 그의 아파트로 돌아간다. 그곳에서 그는 자신의 수면제 과다 복용으로 침대에 쓰러져 있는 프랜을 발견한다. 그는 그 여자를 버리고 이웃인 드레이퍼스 박사를 불러 프랜을 살려낸다. 백스터는 자신이 이 사건의 책임이 있다고 암시하고, 드레이퍼스는 그에게 바람피우는 것을 꾸짖으며 "멘쉬가 되라"고 조언한다.
프랜은 백스터의 아파트에서 이틀 동안 회복하는데, 그동안 그들 사이에는 유대감이 형성된다. 특히 백스터가 자신의 고향인 신시내티에서 짝사랑 때문에 자살을 시도했던 것을 고백한 후 더욱 그렇다. 프랜은 자신의 연애운이 항상 나빴다고 말한다. 프랜이 머무는 동안, 관리자 중 한 명이 불륜을 위해 찾아온다. 백스터는 그를 떠나도록 설득하지만, 관리자는 그녀를 알아보고 나중에 동료들에게 알린다. 그들은 감탄하면서도 백스터가 승진한 이후 아파트에 대한 접근성이 예전 같지 않아서 짜증을 낸다.
프랜의 형부 칼이 그녀를 찾아 회사 건물에 나타나자, 그는 백스터의 아파트로 보내지고, 백스터가 낭만적인 저녁 식사를 준비하는 도중에 그를 발견한다. 백스터는 프랜의 방탕한 행동에 대한 칼의 분노를 다시 한번 모든 책임을 지는 것으로 무마시킨다. 칼은 그를 주먹으로 때리고, 프랜은 자신을 보호해 준 백스터의 이마에 키스한다.
셸드레이크는 미스 올슨이 프랜에게 자신을 고자질한 것을 알게 되자 그녀를 해고한다. 그녀는 이에 보복하여 모든 것을 그의 아내에게 폭로하고, 아내는 그를 내쫓는다. 이제 자유로워진 셸드레이크는 프랜을 다시 추구하려고 한다. 백스터를 인사 부이사로 승진시킨 셸드레이크는 다시 자신의 아파트 열쇠를 빌려줄 것이라고 기대한다. 백스터는 그에게 건물 "중역 화장실" 열쇠를 주면서, 자신은 회사를 그만두고 멘쉬가 되겠다고 선언한다. 집으로 돌아와 그는 아파트 방에서 짐을 싸기 시작한다.
그날 밤, 새해 전야 파티에서 셸드레이크는 백스터가 회사를 그만둔 것에 대해 격분하여 백스터가 자신의 아파트를 사용하게 해주지 않았다고 불평한다. 프랜은 셸드레이크를 버리고 아파트로 달려간다. 문 앞에서 그녀는 총성 같은 소리를 듣지만, 백스터는 거품이 이는 샴페인 병을 들고 문을 연다. 그녀는 이전에 시작했던 진 러미 게임을 다시 하기 위해 카드 한 벌을 꺼낸다. 그는 그녀에게 사랑을 고백하고, 부드러운 미소를 지으며 그녀는 "닥치고 패나 돌려"라고 대답한다.

## 출연

### 주연
- 잭 레먼
- 셜리 맥클레인
- 프레드 맥머레이
- 레이 월스톤

### 조연
- 에디 애덤스

## 우리말 녹음
KBS 성우진 (1997년 3월 29일)
- 장광 - 버드 (잭 레몬)
- 안경진 - 프랜 (셜리 맥클레인)
- 유강진 - 쉘드레이크 (프레드 맥머레이)
- 최흘
- 황원
- 문영래
- 이윤선
- 이봉준
- 이연희
- 조미란
- 차명화
- 김소형